# تونبرغية أرجوانية
تونبرغية أرجوانية (الاسم العلمي:Thunbergia purpurata) هي نوع من النباتات تتبع جنس التونبرغية من الفصيلة الأقنتية.